# Манифестациони туризам
Манифестациони туризам један је од најзначајнијих облика туристичких кретања. У иностраној литератури познат је под називом event tourism. Огледа се у путовању туриста ради посете одређених фестивала, карневала, приредби и других облика манифестација. Манифестациони туризам се може посматрати као допунски облик неке друге врсте туризма, међутим постоје градови у свету, попут Риа, који представљају фестивалске градове, те је главни вид заступљеног туризма управо манифестациони.
Туристичка манифестација је унапред организовано дешавање које својим садржајима и квалитетом има моћ да привуче посетиоце, без обзира да ли у окружењу постоје неке сличне туристичке атракције које конкуришу за исту потрошњу новца, времена или напора туриста.

## Одлике манифестационог туризма
Манифестације могу бити:
- културне
- политичке
- уметничке
- забавне
- спортске

Манифестациони туризам може имати:
- рекреативно обележје, које се односи на спортске и забавне манифестације
- културно обележје, које се везује за уметничке манифестације[2]

Манифестациони мотиви се односе на врсту манифестације која узрокује туристичка кретања, те истовремено представљају туристичке манифестације. Активирање манифестационих мотива захтева висок степен туристичког развоја, добру организацију и квалитетну пропаганду.
Манифестациони туризам није везан искључиво за сезону, као други облици туризма. Овај облик туризма садржи унарпед испланиран програм, самим тим и промет, што има значајан утицај на дестинацију.
Путовања мотивисана посетом различитим манифестацијама унапред су осмишљена, садржај боравка је одређен програмом манифестације, а дужина боравка условљена дужином трајања саме манифестације.

## Историјски развој
Манифестације као главни ресурс манифестационог туризма, присутне су у људском друштву од најранијих времена, када су се огледале у различитим врстама ритуала, излагања и славља. На развој манифестација значајно је утицала појава капитализма и нових друштвених односа. Током 20. века долази до појаве дискреционог дохотка, повећања куповне моћи и стандарда потрошача, и самим тим могућности за усмеравање са основних на додатне потребе. У свету се манифестациони туризам помиње од почетка осамдесетих година 20. века, док у Србији добија на значају тек у првој деценији 21. века.
Олимпијске игре представљају једну од највећих међународних манифестација, инспирисане Античким олимпијским играма, чија историја досеже до 8. века пре нове ере. Још неке од светски познатих и посећених манифестација су Карневал у Риу, Фестивал у Кану, Октоберфест у Минхену...

## Значај манифестационог туризма
У савременој туристичкој понуди манифестациони туризам се посматра као допунски вид туризма, који потпомаже развоју неког другог облика. Манфестације се најчешће организују у циљу продужавања боравка туриста у неком месту кроз обогаћивање туристичког доживљаја. Доприносе повећању атрактивности подручја у којима се одржавају и на тај начин стварају позитиван имиџ дестинације, који постаје препознатљив на туристичком тржишту. Самим тим, утичу на развој места и повећање обима туристичке потражње. Поред задржавања туриста који бораве у дестинацији и добијања нових туристичких потрошача, места одржавања манифестација добијају и „туристе повратнике“ – оне који желе да виде нешто ново у већ познатој дестинацији.
Углавном се организују у вансезони, за шта су најбољи пример приморска места у којима се у зимској сезони одржавају фестивали како би се у промету успоставио баланс са летњом сезоном.
Поред економског унапређења дестинација манифестационог туризма, значај се огледа и у култури, односно очувању и промоцији културне баштине. Присутан је и друштвени значај, испољен у унапређењу социјализације и повезивању људи из различитих социо-културних средина.